# یرون دوبلدام
یرون دوبلدام (انگلیسی: Jeroen Dubbeldam؛ زادهٔ ۱۵ آوریل ۱۹۷۳) سوارکار پرش اهل هلند است.